# Nabil Jeffri
Nabil Jeffri est un pilote automobile malaisien né le 24 octobre 1993 à Kuala Lumpur (Malaisie). Il court actuellement en Formule 2.

## Carrière
Nabil Jeffri commence sa carrière en 2009 en karting et devient champion junior d'Asie et de Malaisie de Rotax Max.

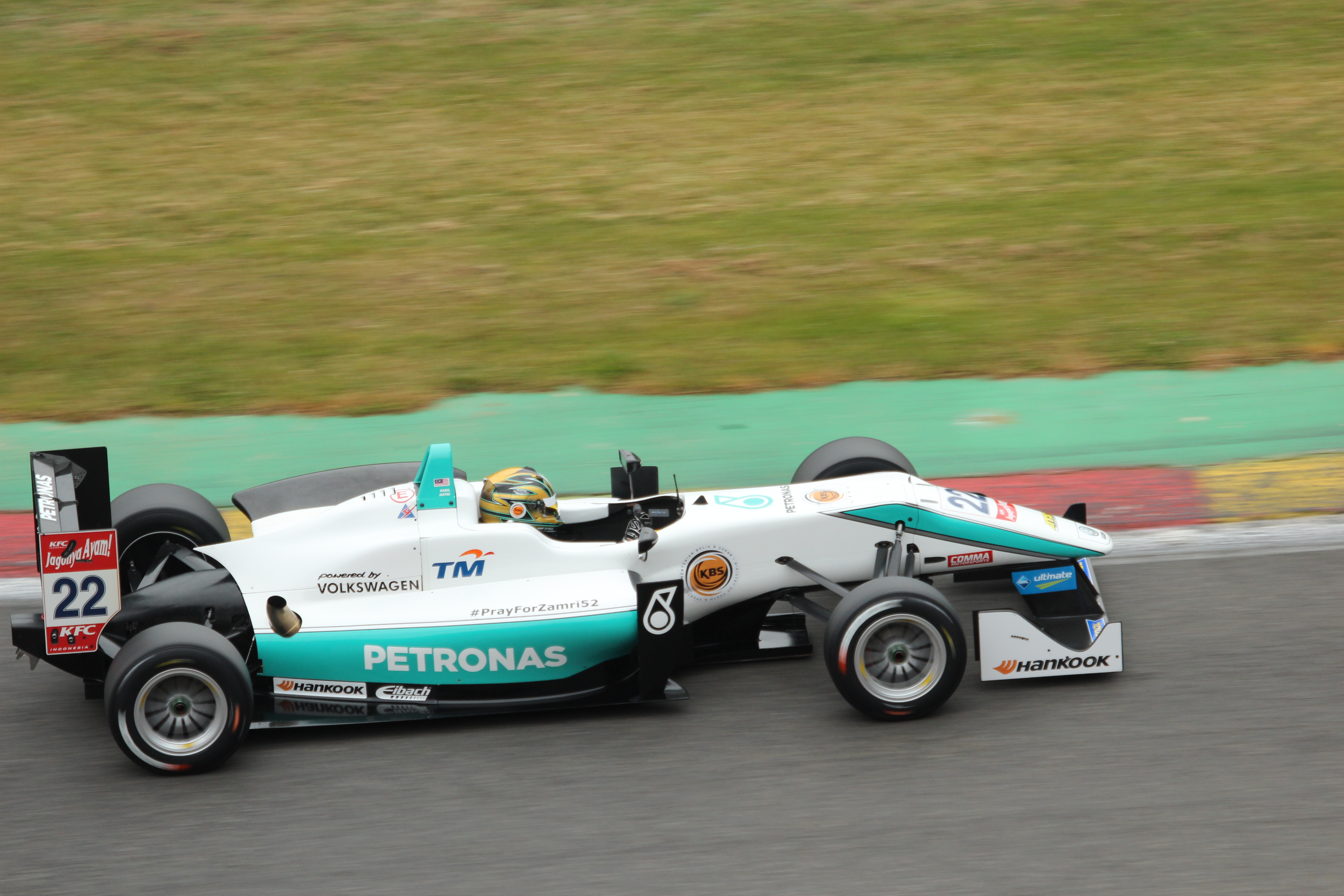
Nabil Jeffri aux Masters de Formule 3 en 2015.

En 2010 il passe en Formule BMW Pacifique où il est classé cinquième. Il effectue cette même année des tests aérodynamiques pour le compte de Lotus Racing au volant de la T127 sur la piste du Imperial War Museum Duxford du fait de sa participation à l'AirAsia ASEAN Driver Development, devenant la plus jeune personne à piloter une Formule 1 à l'âge de 16 ans.
En 2011, il continue dans le championnat du Pacifique de Formule BMW, alors renommé JK Racing Asia Series, où il sera classé troisième avec une victoire, 10 podiums et un meilleur tour. Il retente l'expérience l'année suivante, terminant cette fois-ci deuxième avec 4 victoires, 4 pole positions, 11 podiums et 6 meilleurs tours.
Cette performance lui permet de participer au championnat d'Allemagne de Formule 3 en 2012. Il termine sixième à l'issue de la saison et rempile une année de plus. Il améliore alors ses performances et termine deuxième avec 2 victoires, 2 pole positions, 3 meilleurs tours et 16 podiums.
En 2015 il s'engage dans le championnat d'Europe de Formule 3. Il est seulement vingt-cinquième à la fin de la saison, avec néanmoins une cinquième place aux Masters de Formule 3.

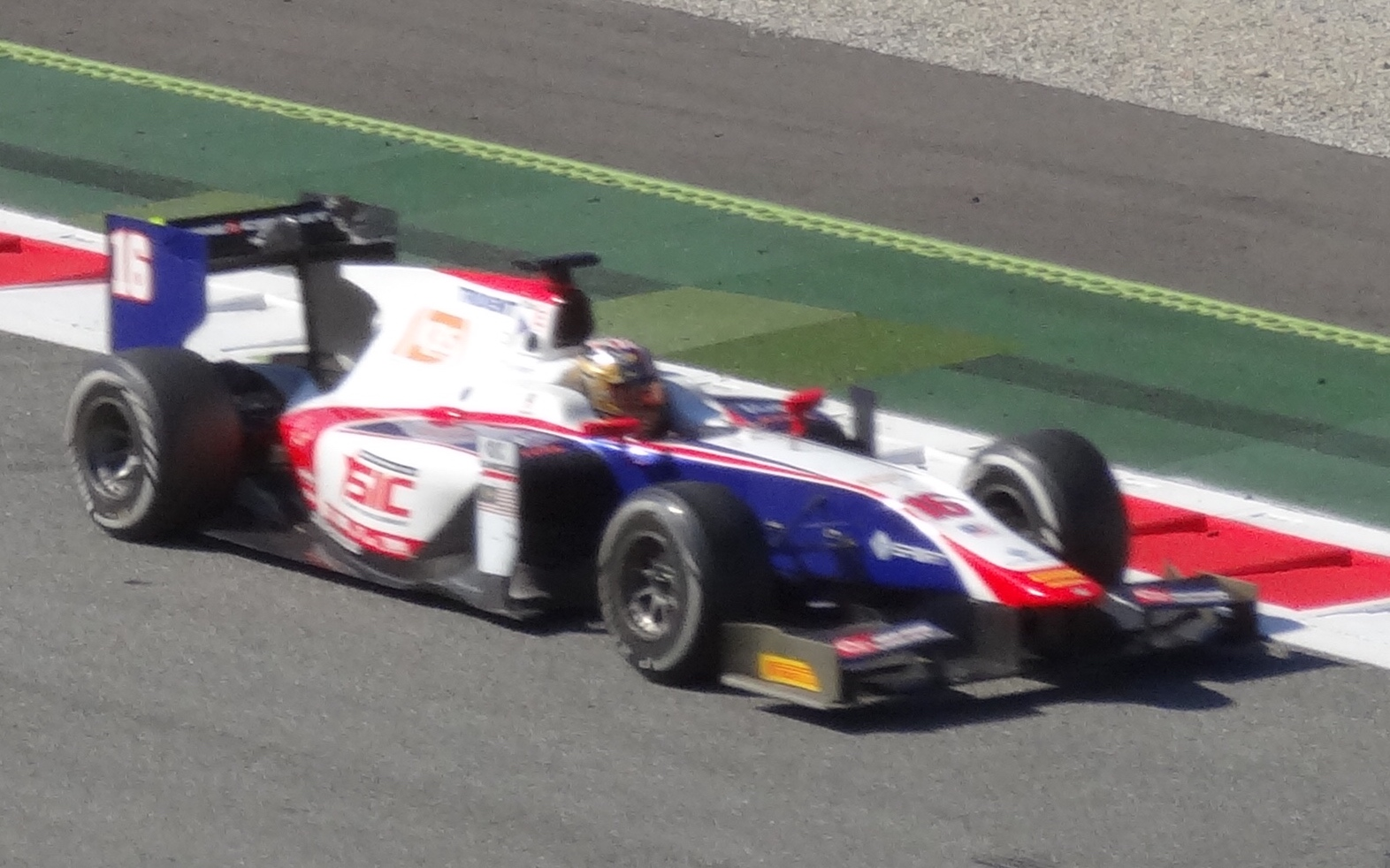
Nabil Jeffri à Monza en 2017.

En 2016 il passe en GP2 Series avec Arden International sans grand succès : il sera seulement vingt-deuxième au championnat.
En 2017, il participe au championnat de Formule 2 avec Trident Racing.

## Résultats en monoplace
| Saison | Championnat                          | Écurie              | Courses | Victoires | Pole positions | Meilleurs tours | Podiums | Points | Classement |
| ------ | ------------------------------------ | ------------------- | ------- | --------- | -------------- | --------------- | ------- | ------ | ---------- |
| 2010   | Formule BMW Pacific Series           | Eurasia Motorsport  | 15      | 0         | 0              | 0               | 0       | 83     | 5e         |
| 2011   | JK Racing Asia Series                | Mofaz Racing        | 18      | 1         | 0              | 1               | 10      | 186    | 3e         |
| 2012   | JK Racing Asia Series                | EuroInternational   | 16      | 4         | 4              | 6               | 11      | 223    | 2e         |
| 2013   | Championnat d'Allemagne de Formule 3 | EuroInternational   | 25      | 0         | 0              | 0               | 0       | 79     | 8e         |
| 2014   | Championnat d'Allemagne de Formule 3 | Motopark Academy    | 23      | 2         | 3              | 3               | 16      | 277    | 2e         |
| 2014   | Masters de Formule 3                 | Motopark Academy    | 1       | 0         | 0              | 0               | 1       | N/A    | 3e         |
| 2015   | Championnat d'Europe de Formule 3    | Team Motopark       | 33      | 0         | 0              | 0               | 0       | 2      | 25e        |
| 2015   | Masters de Formule 3                 | Team Motopark       | 1       | 0         | 0              | 0               | 1       | N/A    | 5e         |
| 2016   | GP2 Series                           | Arden International | 22      | 0         | 0              | 0               | 0       | 2      | 22e        |
| 2017   | Formule 2                            | Trident             | 22      | 0         | 0              | 0               | 0       | 2      | 23e        |

## 24 Heures du Mans
| Année | Equipe                | Coéquipiers               | Voiture  | Classe | Tours | Pos. | Class Pos. |
| ----- | --------------------- | ------------------------- | -------- | ------ | ----- | ---- | ---------- |
| 2018  | Jackie Chan DC Racing | Jazeman Jaafar Weiron Tan | Oreca 07 | LMP2   | 361   | 8e   | 4e         |